# Godzilla Singular Point

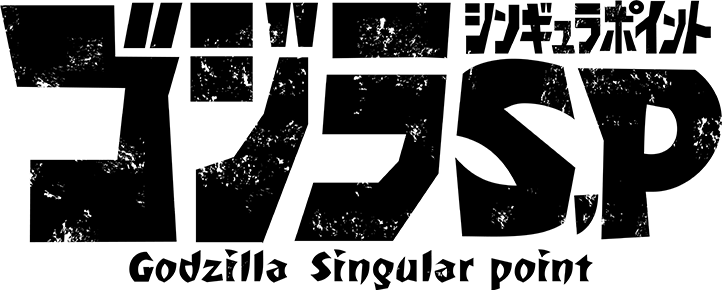
Logo da série Godzilla Singular Point

Godzilla Singular Point (em japonês: ゴジラ S.P ＜シンギュラポイント＞, transliterado: Gojira Shingyura Pointo) é uma série de anime japonesa coproduzida pelos estúdios de Bones e Orange, dirigida por Atsushi Takahashi e licenciada pela Netflix. A série estreou em 25 de março de 2021 na Netflix do Japão e no Tokyo MX, enquanto outros canais a transmitiram de 1° de abril a 24 de junho de 2021.

## Sinopse
A série começa em uma cidade japonesa no ano 2030. O engenheiro Yun Arikawa e seu colega Haberu investigam uma antiga mansão de estilo europeu, considerada abandonada a vários anos. Enquanto isso, Mei Kamino, uma estudante de pós-graduação que estuda criaturas imaginárias, investiga sinais misteriosos recebidos de Misakioku, o antigo prédio administrativo do distrito de Tsuguno. Esses estranhos, visitando lugares completamente diferentes como parte de investigações completamente diferentes, ambos ouvem a mesma música. À medida que se unem, eles se veem envolvidos em uma batalha além da imaginação, envolvendo o mundo inteiro.

## Elenco de voz
| Personagem      | Japão          | Brasil                       |
| --------------- | -------------- | ---------------------------- |
| Mei Kamino      | Yume Miyamoto  | Mariana Evangelista          |
| Yun Arikawa     | Shōya Ishige   | Lipe Volpato                 |
| Haberu Katō     | Tarō Kiuchi    | Vinícius Fagundes            |
| Gorō Ōtaki      | Wataru Takagi  | Luiz Carlos de Moraes        |
| Satomi Kanahara | Ayako Takeuchi | Samira Fernandes Bruna Matta |
| Pero II         | Misaki Kuno    | Flávia Narciso               |
| Jungo           | Rie Kugimiya   | Raíssa Bueno                 |
| Jet Jaguar      | Rie Kugimiya   | Raíssa Bueno                 |
| Guiying Li      | Kaho Kōda      | Angélica Santos              |

## Produção
Em 6 de outubro de 2020, a Toho Animation e a Netflix anunciaram planos para uma série de anime de Godzilla, intitulada Godzilla Singular Point, que foi ao ar de 1° de abril a 24 de junho de 2021 no Tokyo MX e outros canais. Foi coproduzido pelos estúdios Bones e Orange, combinando estilos de desenho à mão e animação computadorizada, respectivamente. Atsushi Takahashi atuou como diretor, com o roteiro sendo escrito por Toh EnJoe e a música composta por Kan Sawada. O design dos personagens foi feito por Kazue Kato, criador do mangá Blue Exorcist, com Eiji Yamamori, ex-animador do Studio Ghibli desenhando os monstros. O tema de abertura da série, "in case ...", é interpretado pelo grupo BiSH, enquanto Polkadot Stingray executou a música de encerramento "Aoi" (青 い, Blue).  A música "ALAPU UPALA", interpretada pela cantora indo-americana Annette Philip, é utilizada  frequentemente no enredo como um deus ex machina. A série estreou primeiramente na Netflix do Japão em 25 de março de 2021, seguida por um lançamento global em 24 de junho de 2021.

## Marketing
As primeiras imagens e o pôster foram lançados em 26 de outubro de 2020 durante o Festival de Anime da Netflix, com o serviço de streaming lançando uma prévia no mesmo dia. O teaser revelou que a série iria ao ar em abril de 2021 e contaria com monstros e personagens da era Shōwa da franquia Godzilla, como Rodan, Anguirus, Jet Jaguar, Manda, e o que inicialmente pareciam ser Titanosaurus e Gabara - os dois últimos sendo revelados posteriormente como a versão aquática de Godzilla e o kaiju inédito Sharanga. Em 12 de outubro de 2020, foi anunciado que Takahashi, EnJoe, Naoki Amano, Jiro Ando e Takashi Yoshizawa apareceriam em um painel durante o evento Godzilla Fest Online 2020 em 3 de novembro de 2020. Em 12 de fevereiro de 2021, o design completo do Godzilla foi revelado pela Netflix. O design foi ilustrado por Eiji Yamamori e colorido por Yūji Kaneko. Em 22 de fevereiro, um pôster da série foi revelado.
O programa recebeu bonecos de vinil macio da Bandai como parte da linha da série Movie Monster. Os primeiros a serem revelados foram Jet Jaguar e Godzilla em sua forma Ultima em 6 de março de 2021 no Japão. Estes dois foram posteriormente seguidos por outra figura em vinil de Godzilla em sua forma Aquatilis em 17 de abril.  As figuras de Angurius e Manda foram lançadas em 24 de abril. A figura de Godzilla em sua forma anfíbia veio em 15 de maio, seguido pela forma Terrestris uma semana depois em 22 de maio.